# Криптология
Криптоло́гия (от др.-греч. κρυπτός — скрытый и λόγος — слово) — наука, занимающаяся методами шифрования и дешифровки. Криптология состоит из двух частей — криптографии и криптоанализа. Она изучает методы использования математики для хранения важной информации при передаче её обычными незащищёнными каналами связи в таком виде, чтоб её мог прочитать или понять только определённый получатель. Криптография занимается разработкой методов шифрования данных, в то время как криптоанализ занимается оценкой сильных и слабых сторон методов шифрования, а также разработкой методов, позволяющих взламывать криптосистемы.
Слово «криптология» (англ. cryptology) встречается в английском языке с XVII века, и изначально означало «скрытность в речи»; в современном значении было введено американским учёным Уильямом Фридманом и популяризовано писателем Дэвидом Каном.

### Примеры использования криптологии[5]
- электронный банкинг и другие финансовые операции, например, с применением банкоматов и кредитных карт;
- электронная коммерция;
- медицинские и юридические базы данных;
- дипломатические сообщения;
- военные средства связи.

## История
У криптологии — древние корни, ещё за две тысячи лет до нашей эры люди использовали элементы письменности для сокрытия смысла посланий. Наука развивалась параллельно с с ростом человеческих цивилизаций, и её историю условно делят на три этапа꞉ ручной криптографии, механической криптологии и современной (информационной). Их ключевые различия в методах работы с информацией и, в случае с современной криптологией, объектом работы.
Во время этапа ручной криптографии сложность была ограничена тем, что мог сделать шифровальщик с помощью простых мнемонических устройств, а общие принципы криптографии и криптоанализа были известны,  но уровень безопасности ограничивалась тем, что можно было сделать вручную. Эту фазу можно разделить дополнительно на доклассический (до X века н.э.) и классический (X–XIX века) периоды. Первые известные примеры шифрования относятся к древним цивилизациям꞉ в Древнем Египте (около 1900 года до н.э.) встречаются иероглифы, намеренно заменённые с целью сокрытия смысла текста, в Спарте около V века до н.э. использовали специальное устройство, скиталу, для транспозиционного шифра. Скитала и древнегреческий «диск Энея», предложенный полководцем и автором трудов о военном искусстве Энеем Тактиком, были первыми опытами по механизации криптографии. На счету Энея также разработка «книжного шифра», в котором над нужными буквами в выбранной книге ставились микропроколы.  В Древнем Риме с I века до н.э. применяли шифр Цезаря, простой метод замены, при котором буквы сдвигаются на фиксированное число позиций. В классический период шифры становятся более формализованными и сложными, криптология развивается. В арабском мире математик Аль-Кинди в IX веке первым описал частотный анализ, положив начало криптоанализу. В Европе в эпоху Возрождения создавались полиалфавитные шифры: самым известным считается шифр Виженера (1553), который долгое время считался «неподдающимся расшифровке». Идеи и теоретические аспекты науки исследовали самые разные учёные, например, ещё в XVII веке Блез Паскаль и Готфрид Вильгельм Лейбниц исследовали аспекты передачи информации и автоматизацию вычислений. А уже в XX веке криптология приобрела научную основу, особенно с публикацией работ Клода Шеннона («A Mathematical Theory of Cryptography», 1949), где были введены фундаментальные понятия вроде «совершенной стойкости».
Собственно, этап механической криптологии начался вскоре после Первой мировой войны. Применения электромеханических машин позволило выполнять гораздо более сложные, чем при ручном труде, операции. Но, что еще важнее, техника могла шифровать и расшифровывать быстрее и с меньшей вероятностью ошибок, увеличился безопасный размер шифров, стали возможны шифры длиной в десятки и даже сотни тысяч символов. Одним из самых известных устройств того периода стала шифровальная машина «Энигма», код которой взломали специалисты из Великобритании под руководством Алана Тьюринга. Переход от электромеханических устройств к электронным ускорил тенденцию к усложнению и увеличению количества проходящей информации. К концу XX века объём зашифрованного текста, с которым приходилось работать на одном канале связи, увеличился почти в миллиард раз и продолжает расти.
Современный этап начался примерно в 80-е годы XX века. Криптология превратилась в строго научную дисциплину: в 1976 году Уитфилд Диффи и Мартин Хеллман представили концепцию асимметричного шифрования и обмена ключами, в 1977 году был опубликован алгоритм RSA, основанный на факторизации больших чисел, активно развиваются различные стандарты.  Но главное, что криптология начала развиваться очень стремительно, помимо непрерывного роста объема циркулирующей и требующей обработки информации ключевой стала задача найти способы, с помощью которых электронная информация могла бы выполнять все функции, которые исторически выполнялись с помощью материальных документов. При этом технологии и доступные возможности растут, как и количество направлений для применения — цифровые подписи, аутентификация, общие или распределённые возможности криптологических функций,  блокчейн-технологии, квантовые коммуникации, квантовая и постквантовая криптография.

## Элементы современной криптологии

### Криптография с симметричным ключом
Криптография с симметричным (секретным) ключом использует единый ключ для шифрования и дешифрования данных. Наиболее распространена система с общим секретом, в которой обе стороны обладают общей информацией, паролем или кодовой фразой, используемой как ключ для шифрования и дешифрования передаваемой информацией.

### Криптография с открытым ключом
Криптография с открытым ключом или асимметричная криптография — криптографический метод с использованием двух отдельных ключей: закрытого и открытого. Хотя оба ключа математически связаны, но открытый, не являющийся секретным, ключ отправитель использует для шифрования сообщения, а расшифровать сообщение может только авторизованный пользователь, у которого есть закрытый ключ.

### Криптоанализ
Криптоанализ — практический анализ криптографических систем для поиска недостатков и уязвимостей с последующим использованием результатов для усиления систем или атаки на них. Криптоаналитики пытаются расшифровать зашифрованный текст без ключа шифрования или используемого алгоритма шифрования. Злоумышленники используют методы криптоанализа для взлома шифров или криптографически защищённых каналов связи.

### Криптографический примитив
Криптографический примитив — базовая криптографическая технология, например, шифр или хеш-функция. Их используют для создания криптографических протоколов, многие из которых начинаются с базовых криптографических примитивов для создания более эффективной и безопасной криптографической системы, обеспечивающей более надёжную аутентификацию, конфиденциальность, целостность данных.

### Криптосистемы
Криптосистемы — системы для кодирования и декодирования конфиденциальной информации, например, личных или финансовых данных, передаваемых по незащищённым сетям. В них входят отдельные алгоритмы для генерации ключей, шифрования и дешифрования. Основной принцип криптосистемы — использование зашифрованного текста для преобразования данных в открытом виде в зашифрованное сообщение.